# Tauriers
Tauriers est une commune française, située dans le département de l'Ardèche en région Auvergne-Rhône-Alpes.
Ses habitants sont appelés les Taurierois.

## Géographie

### Situation et description
Tauriers est un village situé à trois kilomètres au nord-ouest de Largentière. D'aspect essentiellement rural, la commune est rattachée à la communauté de communes Val de Ligne.

### Communes limitrophes
Tauriers est limitrophe de quatre communes, toutes situées dans le département de l'Ardèche et réparties géographiquement de la manière suivante :

### Climat
Pour des articles plus généraux, voir Climat d'Auvergne-Rhône-Alpes et Climat de l'Ardèche.
En 2010, le climat de la commune est de type climat méditerranéen altéré, selon une étude du CNRS s'appuyant sur une série de données couvrant la période 1971-2000. En 2020, Météo-France publie une typologie des climats de la France métropolitaine dans laquelle la commune est exposée à un climat de montagne ou de marges de montagne et est dans la région climatique  Provence, Languedoc-Roussillon, caractérisée par une pluviométrie faible en été, un très bon ensoleillement (2 600 h/an), un été chaud (21,5 °C), un air très sec en été, sec en toutes saisons, des vents forts (fréquence de 40 à 50 % de vents > 5 m/s) et peu de brouillards. 
Pour la période 1971-2000, la température annuelle moyenne est de 12,4 °C, avec une amplitude thermique annuelle de 17,2 °C. Le cumul annuel moyen de précipitations est de 1 227 mm, avec 7,8 jours de précipitations en janvier et 4,5 jours en juillet. Pour la période 1991-2020, la température moyenne annuelle observée sur la station météorologique de Météo-France la plus proche, « Croix Millet », sur la commune de Prunet à 5 km à vol d'oiseau, est de 11,6 °C et le cumul annuel moyen de précipitations est de 1 590,2 mm,. Pour l'avenir, les paramètres climatiques de la commune estimés pour 2050 selon différents scénarios d'émission de gaz à effet de serre sont consultables sur un site dédié publié par Météo-France en novembre 2022.

### Hydrographie
Le territoire communal est traversé par le Roubreau, petite rivière qui prend sa source au sud de la commune de Joannas avant de rejoindre la Ligne au nord de la commune de Montréal.

## Urbanisme

### Typologie
Au 1er janvier 2024, Tauriers est catégorisée commune rurale à habitat dispersé, selon la nouvelle grille communale de densité à 7 niveaux définie par l'Insee en 2022.
Elle appartient à l'unité urbaine d'Aubenas, une agglomération intra-départementale dont elle est une commune de la banlieue,. La commune est en outre hors attraction des villes,.

### Occupation des sols
L'occupation des sols de la commune, telle qu'elle ressort de la base de données européenne d’occupation biophysique des sols Corine Land Cover (CLC), est marquée par l'importance des forêts et milieux semi-naturels (82,5 % en 2018), en augmentation par rapport à 1990 (78,4 %). La répartition détaillée en 2018 est la suivante : 
forêts (82,2 %), zones urbanisées (14,3 %), zones agricoles hétérogènes (3,2 %), milieux à végétation arbustive et/ou herbacée (0,3 %).
L'évolution de l’occupation des sols de la commune et de ses infrastructures peut être observée sur les différentes représentations cartographiques du territoire : la carte de Cassini (XVIIIe siècle), la carte d'état-major (1820-1866) et les cartes ou photos aériennes de l'IGN pour la période actuelle (1950 à aujourd'hui).

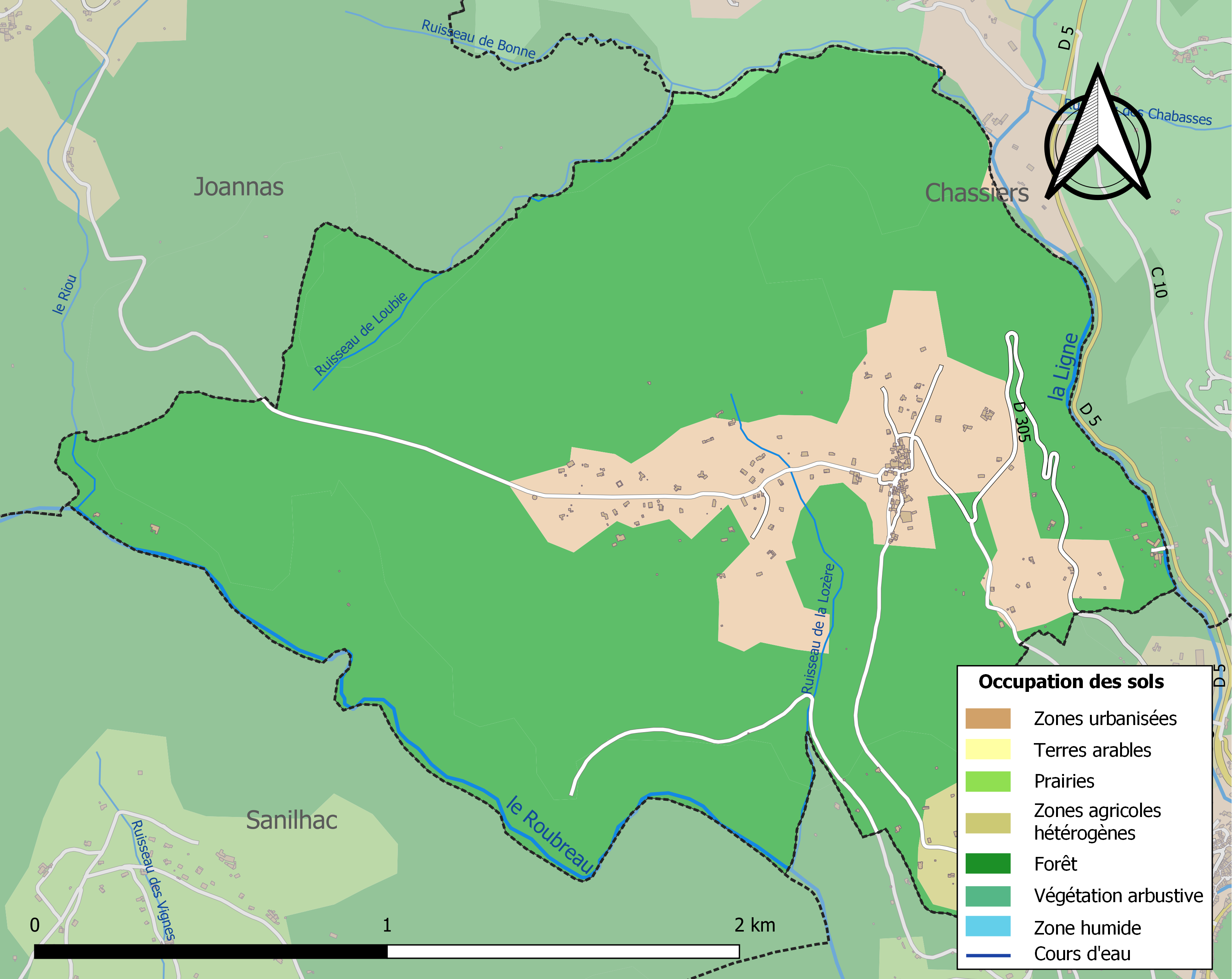
Carte des infrastructures et de l'occupation des sols de la commune en 2018 (CLC).

## Histoire
À l'origine au XIIe siècle, propriété des comtes de Toulouse, le château ainsi que celui de Montréal fut l'occasion de confrontations avec les évêques de Viviers, seigneurs de Largentière.
En 1790, Tauriers est détaché de Chassiers. Elle est rattachée à Largentière le 1er décembre 1974, avant de redevenir indépendante le 1er janvier 1989.

## Politique et administration

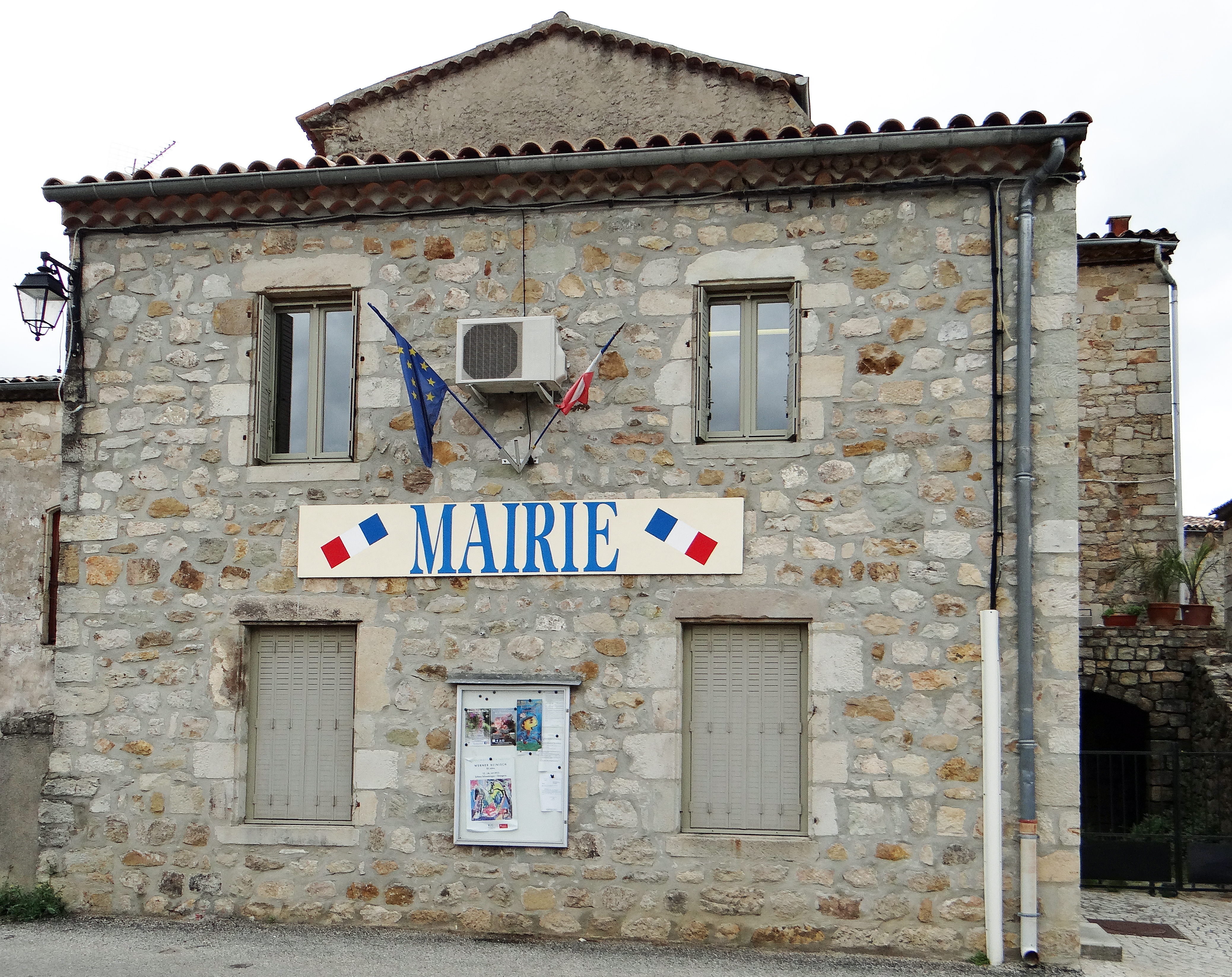
La mairie.

| Période                                  | Période   | Identité         | Étiquette | Qualité                                                                                |
| ---------------------------------------- | --------- | ---------------- | --------- | -------------------------------------------------------------------------------------- |
| Les données manquantes sont à compléter. |           |                  |           |                                                                                        |
| juin 1995                                | mars 2001 | Brigitte Bauland | DVD       | Gérante d'un négoce de matériaux                                                       |
| mars 2001                                | mars 2008 | Alain Stefanello | DVD       | Chauffeur                                                                              |
| mars 2008                                | mai 2020  | Brigitte Bauland | DVD       | Salariée du secteur médical Suppléante de Fabrice Brun, député LR puis DVD depuis 2017 |
| mai 2020                                 | En cours  | Liliane Kolacny  | DVD       | Secrétaire de mairie                                                                   |

## Population et société

### Démographie
L'évolution du nombre d'habitants est connue à travers les recensements de la population effectués dans la commune depuis 1793. Pour les communes de moins de 10 000 habitants, une enquête de recensement portant sur toute la population est réalisée tous les cinq ans, les populations de référence des années intermédiaires étant quant à elles estimées par interpolation ou extrapolation. Pour la commune, le premier recensement exhaustif entrant dans le cadre du nouveau dispositif a été réalisé en 2008.

En 2022, la commune comptait 203 habitants, en évolution de +7,98 % par rapport à 2016 (Ardèche : +2,48 %, France hors Mayotte : +2,11 %).
| 1793 | 1800 | 1806 | 1821 | 1831 | 1836 | 1841 | 1846 | 1851 |
| ---- | ---- | ---- | ---- | ---- | ---- | ---- | ---- | ---- |
| 242  | 224  | 273  | 253  | 280  | 271  | 249  | 267  | 286  |

| 1856 | 1861 | 1866 | 1872 | 1876 | 1881 | 1886 | 1891 | 1896 |
| ---- | ---- | ---- | ---- | ---- | ---- | ---- | ---- | ---- |
| 288  | 261  | 286  | 288  | 309  | 245  | 236  | 201  | 200  |

| 1901 | 1906 | 1911 | 1921 | 1926 | 1931 | 1936 | 1946 | 1954 |
| ---- | ---- | ---- | ---- | ---- | ---- | ---- | ---- | ---- |
| 205  | 196  | 194  | 131  | 135  | 134  | 128  | 109  | 77   |

| 1962 | 1968 | 1990 | 1999 | 2006 | 2008 | 2013 | 2018 | 2022 |
| ---- | ---- | ---- | ---- | ---- | ---- | ---- | ---- | ---- |
| 73   | 90   | 156  | 166  | 176  | 179  | 181  | 196  | 203  |

### Enseignement
La commune est rattachée à l'académie de Grenoble.

### Culte
La communauté catholique et l'église (propriété de la commune) sont rattachées à la paroisse de Saint Joseph en Pays de Ligne, elle-même rattachée au diocèse de Viviers.

### Médias
La commune est située dans la zone de distribution de deux organes de la presse écrite :
- L'Hebdo de l'Ardèche

Il s'agit d'un journal hebdomadaire français basé à Valence et couvrant l'actualité de tout le département de l'Ardèche.
- Le Dauphiné libéré

Il s'agit d'un journal quotidien de la presse écrite française régionale distribué dans la plupart des départements de l'ancienne région Rhône-Alpes, notamment l'Ardèche. La commune est située dans la zone d'édition d'Aubenas, Privas et la Vallée du Rhône.

## Culture locale et patrimoine

### Lieux et monuments

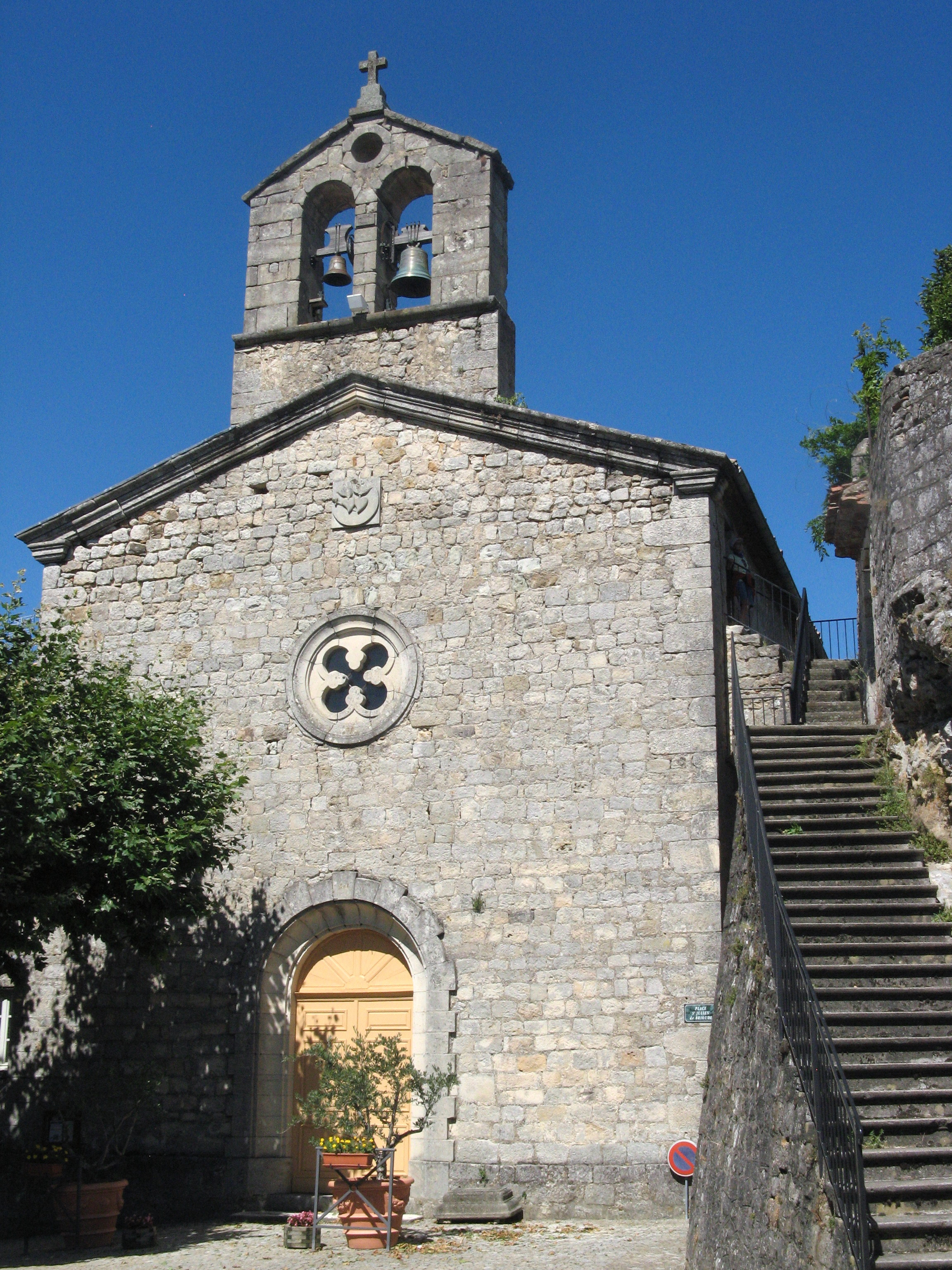
Église Saint-Julien-de-Brioude.

- Église romane Saint-Julien-de-Brioude, datant du XIXe siècle, restaurée et rénovée[20].
- Château de Tauriers du XIIIe siècle (privé), inscrit monument historique.
- Chapelle Notre-Dame-de-Tous-Biens, dite « Les Trois Clochers », en ruines[21].

À partir du XIIe ou XIIIe siècle, le château de Tauriers faisait partie de la ceinture défensive de Largentière.

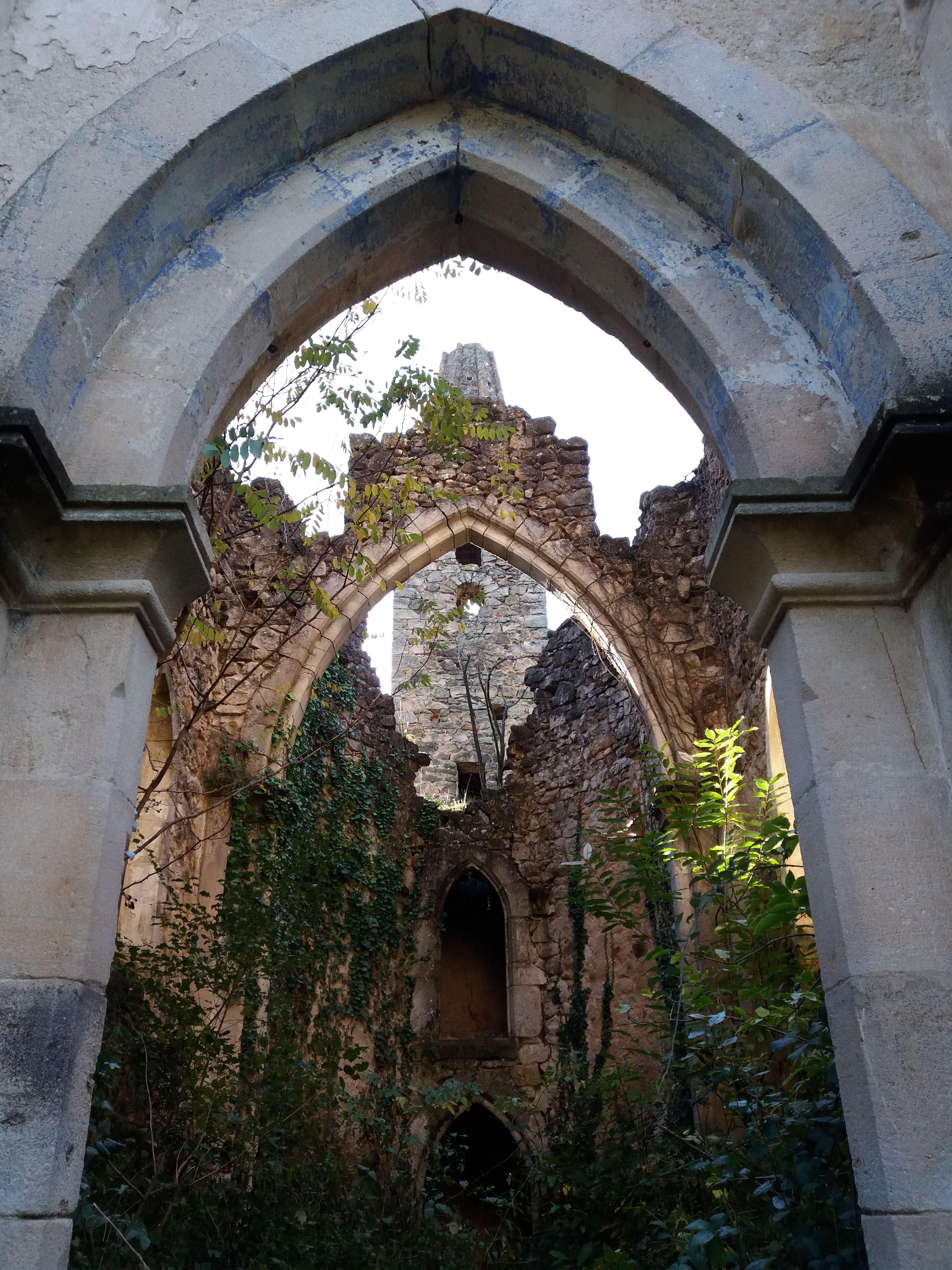
Ruines de la chapelle des Trois Clochers.
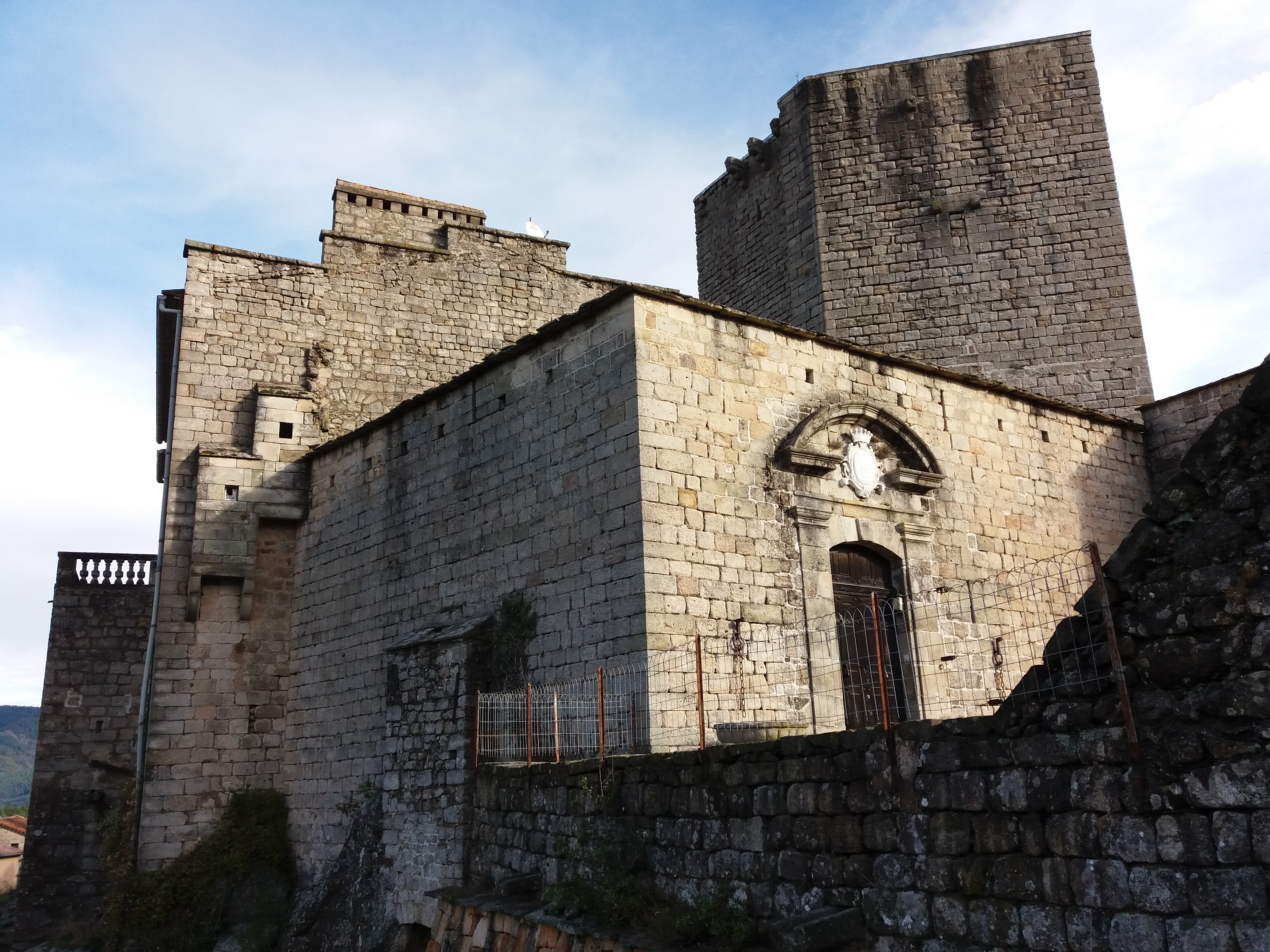
Le château.

### Personnalités liées à la commune
- Michel Sima (1912-1987), sculpteur photographe, rescapé de la Shoah.
- Werner Reinisch (1930-), peintre, graveur.
- Françoise Dasque (1960-), comédienne. A marché de 2010 à 2012 de Tauriers jusqu'en Chine.
- Louis-Gabriel Suchet, duc d'Albufera, (1770-1826), maréchal d'Empire, Pair de France, militaire français de la Révolution et de l'Empire.

### Héraldique
| Blason de Tauriers | Blason  | Coupé mi-parti en chef : au 1 d'azur à un foudre d'or, au 2 d'argent à une branche de bruyère de sinople fleurie de pourpre, au 3 de gueules au rencontre de cerf d'or |
| Blason de Tauriers | Détails | Créé par JF Binon. Site de l'Annuaire des Collectivités, 2025. |